# Jakubowice (powiat kluczborski)
Jakubowice (niem. Jakobsdorf) – wieś w Polsce położona w województwie opolskim, w powiecie kluczborskim, w gminie Byczyna.
W latach 1954–1961 wieś należała i była siedzibą władz gromady Jakubowice, po jej zniesieniu w gromadzie Skałągi. W latach 1975–1998 miejscowość należała administracyjnie do województwa opolskiego.

## Nazwa
Nazwa miejscowości pochodzi od imienia męskiego Jakub.

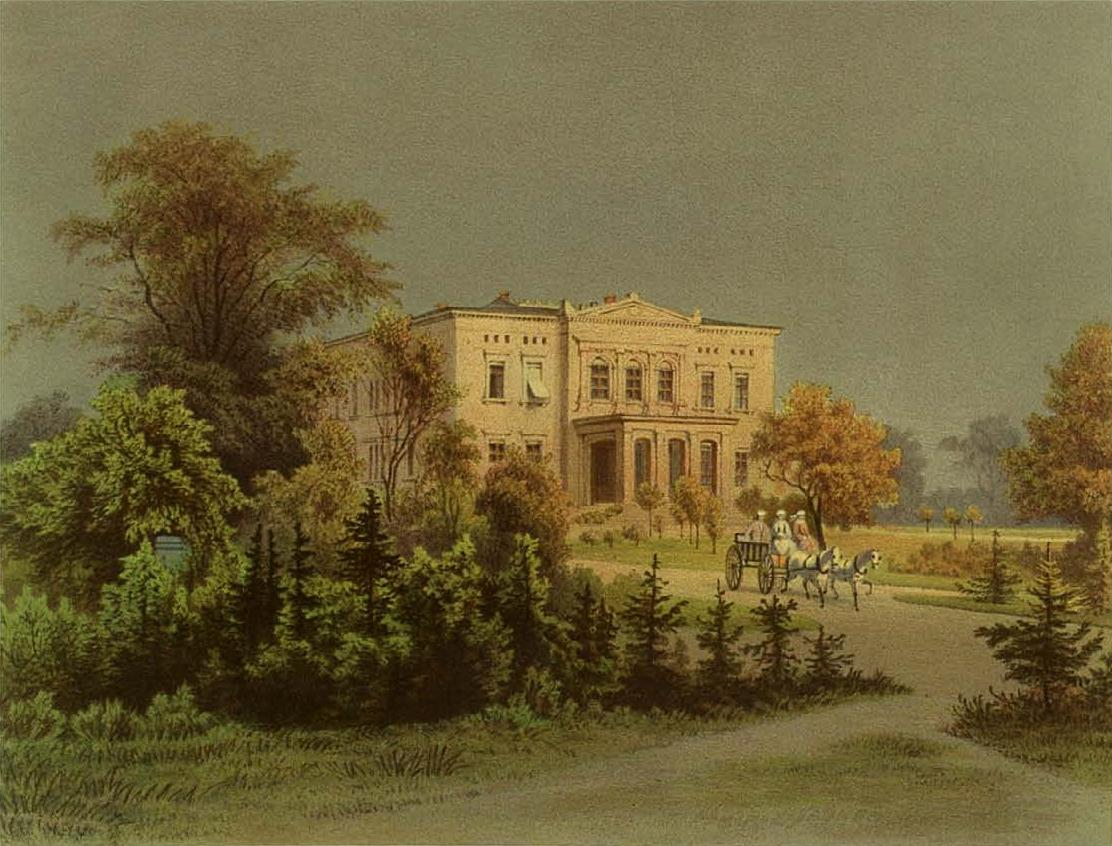
Palac Jakobsdorf, 1870

W księdze łacińskiej Liber fundationis episcopatus Vratislaviensis (pol. Księga uposażeń biskupstwa wrocławskiego) spisanej za czasów biskupa Henryka z Wierzbna w latach 1295–1305 miejscowość wymieniona jest w zlatynizownej formie Jacobi villa czyli wieś Jakuba. Od 1815 r. majątek ziemski Jakubowice (760 morgów) należał do polskiej rodziny Szczutowskich

## Historia
Od 1774 r. wieś posiadała pieczęć gminną, na której wizerunku przedstawiono  wiatrak stojący na trójkątnej podstawie.

## Zabytki
Do wojewódzkiego rejestru zabytków wpisane są:
- kościół ewangelicki, obecnie rzym.-kat. pw. MB Królowej Polski, drewniany, zbudowany w 1585 r., XVII w.
- park, z poł. XIX w.
- czworak dworski, z XIX w.